# Comuna Smolîn, Iavoriv
Smolîn (în ucraineană Смолин) este o comună în raionul Iavoriv, regiunea Liov, Ucraina, formată din satele Karpî, Luh, Rișîn, Smolîn (reședința), Sopit, Viitivșciîna și Vorobleaciîn.

## Demografie
Componența lingvistică a comunei Smolîn
     Ucraineană (99,9%)
     Alte limbi (0,1%)
Conform recensământului din 2001, majoritatea populației comunei Smolîn era vorbitoare de ucraineană (99,9%), existând în minoritate și vorbitori de alte limbi.